# 파이널 크루: 칸우 탈출작전
파이널 크루: 칸우 탈출작전(Ekipazh, The Crew)은 러시아 연방에서 제작된 니콜라이 레베데프 감독의 2016년 액션, 드라마 영화이다. 다닐라 코즐로브스키 등이 주연으로 출연하였고 니키타 미할코프 등이 제작에 참여하였다.

## 출연

### 주연
- 다닐라 코즐로브스키
- 블라디미르 마쉬코프
- 아그네 그루디트
- 세르게이 가자로프

## 제작진
- 시각효과: 알렉산더 고로코브